# Римская академия
Ри́мская акаде́мия (итал. Accademia Romana, лат. Academia Romana) — название кружка гуманистов, общества, по-итальянски «академии» по изучению античных древностей; была основана археологом и историком Помпонием Летом (1428—1498) в Риме в 1468 году. Просуществовала до разграбления Рима в 1527 году.

## История
В 1468 году в Риме образовалось общество по изучению древностей. Целью его было нахождение и объяснение антикварных предметов и, вообще, деятельность на пользу науки о древностях, для чего общество часто общалось с домом Медичи.
В академии активное участие принимали такие знатоки древностей (антиквары), как Бартоломео Платина (1421—1481) и Филиппо Буонаккорси, более известный под академическим именем Каллимаха (Kallimachus Experiens).
Римский папа Павел II видел в академии и подобных собраниях еретический дух и склонность к языческой религии. На членов кружка начались гонения, и в феврале 1468 г. двадцать членов «Римской академии» были арестованы и заточены в тюрьму в римской крепости Святого Ангела. Проведя несколько месяцев в заключении, они были освобождены при новом папе Сиксте IV.
Впоследствии академические заседания общества проходили в доме разностороннего учёного и прелата Паоло Кортези (Paolo Cortesi, 1465—1510). Разорение Рима в 1527 году положило конец его деятельности. Но подобная коллективная деятельность в Риме возобновлялась в 1553 году, а также в 1742 году при папе Бенедикте XIV.